# Avenida Alejandro Bertello
La avenida Alejandro Bertello es una de las principales avenidas del área metropolitana de Lima, en el Perú. Se extiende de sur a norte, en los distritos del Callao y San Martín de Porres. Su nombre es en homenaje al ingeniero peruano, Alejandro Bertello Bollati.

## Recorrido
Inicia en la intersección de la avenida Perú con la avenida Tomás Valle, siguiendo el trazo de la primera vía. Este tramo es paralela a la avenida Elmer Faucett, se encuentran hitos urbanos como el mercado y la ciudad satélite Santa Rosa. Atraviesa la avenida Bocanegra, se hayan hitos como el centro comercial Open Plaza Canta Callao o Bertello. Luego, interseca la avenida Canta-Callao, recorriendo la urbanización Filadelfia en San Martín de Porres. Al cruzar la avenida Carlos Izaguirre, transita entre las diversas urbanizaciones de Oquendo, que es una zona en disputa territorial entre las provincias de Lima y Callao, y de los distritos Callao y San Martín de Porres. Finalmente, finaliza su recorrido uniéndose a la avenida Los Alisos.